# 蔣 (姓)
蔣（しょう、拡張新字体：蒋）は、漢姓の一つ。中国・朝鮮などに分布する。

## 中華圏の姓
2020年の中華人民共和国の第7回全国人口調査（国勢調査）に基づく姓氏統計によると中国で40番目に多い姓であり、673.16万人がいる。一方、台湾の2018年の統計では第69位で、41,362人がいる。

### 著名な人物
- 蔣幹 - 後漢末期・三国時代の曹操の臣下。
- 蔣欽 - 後漢末期・三国時代の呉の武将。
- 蔣琬 - 後漢末期・三国時代の蜀漢の政治家・武将。
- 蔣介石 - 初代中華民国総統。中国国民党総裁。
- 蔣経国 - 第6代～第7代中華民国総統。蔣介石の息子。
- 蔣廷黻 - 中華民国の政治家・外交官・歴史家。
- 蔣孝勇 - 中華民国の実業家、政治家
- 蔣鼎文 - 中華民国（台湾）の軍人
- 蔣夢麟 - 中華民国（台湾）の教育者・政治家
- 蔣緯国 - 中華民国国民革命軍の軍人
- 蔣渭水 - 台湾の民族運動家
- 蔣彦士 - 台湾の政治家
- 蔣友柏 - 台湾の実業家。曽祖父は蔣介石
- 蔣智賢 - 台湾出身のプロ野球選手。
- 蔣光鼐 - 中華民国、中華人民共和国の軍人・政治家
- 喬石 - 上海生まれの中華人民共和国の政治家。本名は蔣志彤
- 蔣大為 - 中華人民共和国の歌手
- 蔣勤勤 - 中華人民共和国の女優
- 蔣欣 - 中華人民共和国の女優
- 蔣雅文 - 香港の歌手、女優、モデル
- 蔣嘉琦 - 香港ジョッキークラブに所属する見習騎手

## 朝鮮の姓
蔣（しょう、チャン、朝: 장）は、朝鮮人の姓の一つである。2015年の韓国の国勢調査による人口は21,508人。

### 著名な人物
- 蔣英実 - 朝鮮王朝中期の科学者、発明家。
- 蔣穎模（朝鮮語版） - 韓国の国会議員。
- 蔣煜（朝鮮語版） - 韓国の政治家、元軍威郡守。
- 蔣正一 - 韓国の小説家。

### 氏族
| 氏族（地域） | 創始者                                     | 人数（2015年） |
| ------------ | ------------------------------------------ | -------------- |
| 慶州蔣氏     |                                            | 34             |
| 矛山蔣氏     |                                            | 17             |
| 密陽蔣氏     |                                            | 76             |
| 牙山蔣氏     | 宋で金紫光禄大夫と神慶衛大将軍を務めた蔣壻 | 21,015         |
| 安東蔣氏     |                                            | 10             |
| 安山蔣氏     |                                            | 42             |
| 延日蔣氏     |                                            | 18             |
| 元山蔣氏     |                                            | 9              |
| 原州蔣氏     |                                            | 13             |
| 義城蔣氏     |                                            | 31             |
| 仁同蔣氏     |                                            | 6              |
| 清道蔣氏     |                                            | 11             |
| 青松蔣氏     |                                            | 27             |
| 忠州蔣氏     |                                            | 32             |
| 平山蔣氏     |                                            | 23             |
| 漢陽蔣氏     |                                            | 8              |
| 羲城蔣氏     |                                            | 6              |